# テトラアセチルエチレンジアミン
テトラアセチルエチレンジアミン（英: Tetraacetylethylenediamine）は、化学式(CH3C(O))2NCH2CH2N(C(O)CH3)2で表される有機化合物。TAEDと略記される。エチレンジアミンのアセチル化により製造され、家庭用洗剤や紙パルプの漂白剤として利用される。エチレンジアミン四酢酸は構造も略称（EDTA）も類似しているが、別の化合物である。

## 洗浄作用
TAEDの主要な用途として、漂白活性化剤があげられる。活性酸素による漂白効果があり、洗浄中に過酸化水素を放出する。このような薬剤には、他に過ホウ酸ナトリウム、過炭酸ナトリウム、過リン酸ナトリウム、過硫酸ナトリウム、過酸化尿素などがある。放出された過酸化水素は、40℃以下では、TAEDなど活性化剤が存在しない場合には非効率な漂白剤である。
過酸化水素との反応により、即効性の漂白剤である過酢酸が発生する。
(CH3C(O))2NCH2CH2N(C(O)CH3)2  +  H2O2   →  (CH3C(O))2NCH2CH2NH(C(O)CH3)  +  CH3CO3H
ABS樹脂の黄変を元に戻す洗剤Retr0brightや、義歯洗浄剤に配合される。